# Bartschia fusiformis
Bartschia fusiformis är en snäckart som först beskrevs av Clench och Carlos Guillermo Aguayo 1941.  Bartschia fusiformis ingår i släktet Bartschia och familjen valthornssnäckor. Inga underarter finns listade i Catalogue of Life.